# إيليزا سكانلن
إيليزا سكانلن (بالإنجليزية: Eliza Scanlen) هي ممثلة أسترالية ولدت في يوم 6 يناير 1999 بمدينة سيدني.

## وصلات خارجية
- إيليزا سكانلن على موقع IMDb (الإنجليزية)
- إيليزا سكانلن على موقع ميتاكريتيك (الإنجليزية)
- إيليزا سكانلن على موقع روتن توميتوز (الإنجليزية)
- إيليزا سكانلن على موقع قاعدة بيانات الأفلام العربية
- إيليزا سكانلن على موقع ألو سيني (الفرنسية)
- إيليزا سكانلن على موقع أول موفي (الإنجليزية)
- إيليزا سكانلن على موقع قاعدة بيانات الأفلام السويدية (السويدية)
- إيليزا سكانلن على موقع قاعدة بيانات الفيلم (الإنجليزية)
- إيليزا سكانلن على موقع ليتربوكسد (الإنجليزية)
- إيليزا سكانلن على موقع كينوبويسك (الروسية)